# 虹关村
29°31′15″N 117°53′46″E / 29.52083°N 117.89611°E
虹关村位于中国江西省上饶市婺源县浙源乡北部，北邻安徽省休宁县板桥乡，曾被誉为“吴楚锁钥无双地，徽饶古道第一关”。始建于南宋建炎年间，村民多为詹姓。2009年被评为江西省历史文化名村，2010年被评为中国历史文化名村。
虹关古时曾出过明洪武年间吏部尚书詹同、詹徽父子，清嘉庆年间直隶州知府詹应甲等人。 虹关古以制墨闻名，20世纪中期逐渐没落。
现在村内保存较好的古建筑有虑得堂、愿汝堂、留耕堂、玉映堂、棣芳堂、玉鑑堂、礼和堂、继志堂、务本堂、从是堂、詹大有祖居、光裕堂和六顺堂等。村内著名的虹关古樟树龄已有千年，胸径3.4米，高26.1米。
虹关村有以下文物保护单位：
1. 婺源徽饶驿道浙岭段，江西省文物保护单位，
  1. 虑得堂
  2. 礼和堂
  3. 通津桥
  4. 祭酒桥，虹关村察关村
2. 俞桂琴民宅，上饶市文物保护单位
3. 虹关村古建群，婺源县文物保护单位，含詹群希宅、吴国强宅、留耕堂、愿汝堂、玉映堂、虹关古樟、古石堰、长生圳
4. 詹应甲墓，婺源县文物保护单位

- 虹关古樟
- 玉映堂
- 玉映堂石雕
- 水口的通津桥